# Aurouër
 Aurouër  es una población y comuna francesa, en la región de Auvernia, departamento de Allier, en el distrito de Moulins y cantón de Yzeure.

## Demografía
| 375 | 310 | 310 | 264 | 302 | 319 |
| Para los censos de 1962 a 1999 la población legal corresponde a la población sin duplicidades (Fuente: INSEE [Consultar]) |     |     |     |     |     |